# Kalná nad Hronom
Kalná nad Hronom (ungarisch Kálna) ist eine Gemeinde in der Südslowakei. Sie liegt im Donautiefland am Fluss Hron, etwa 8 km von Levice und etwa 35 km von Nitra entfernt.

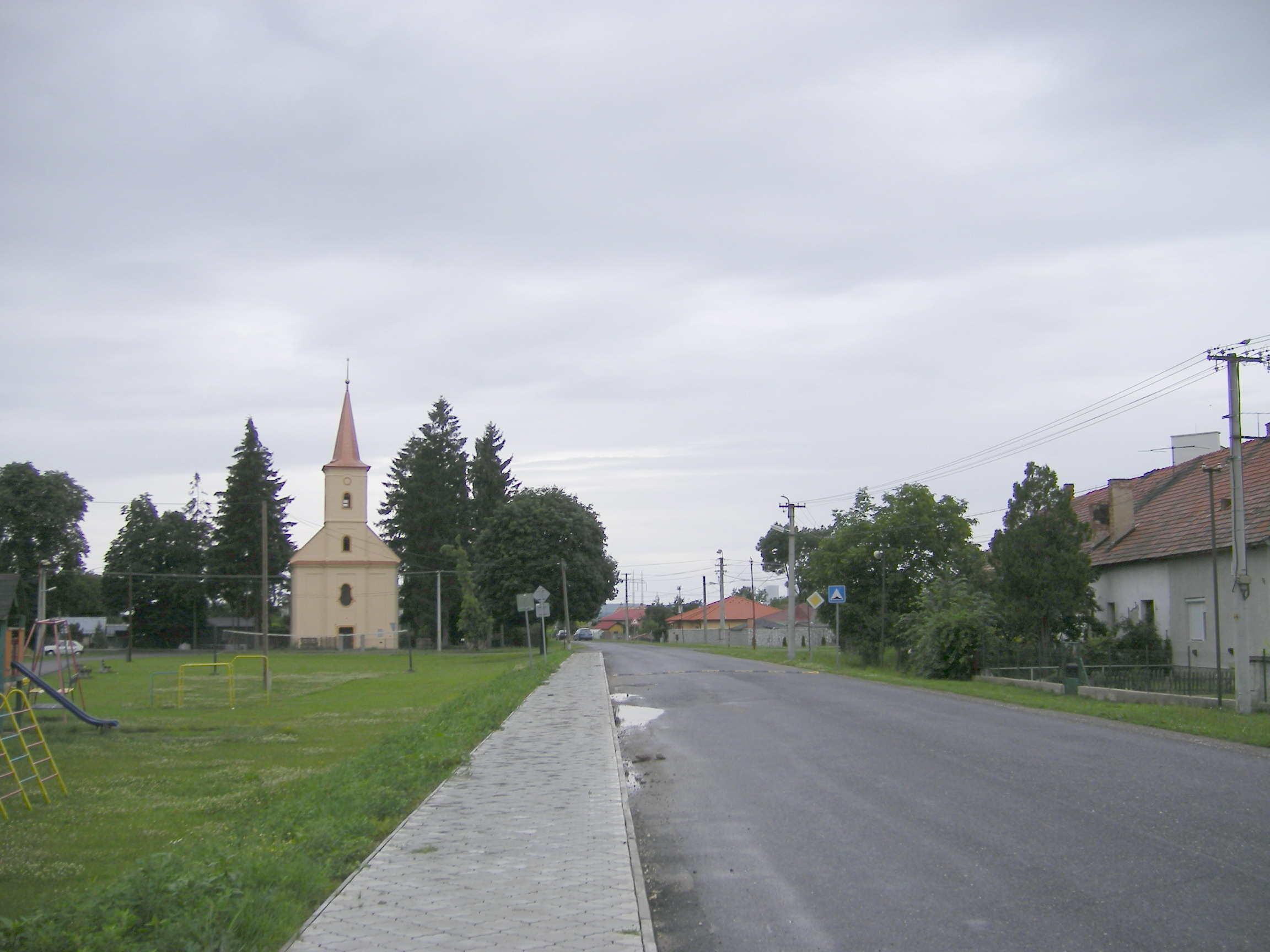
Kalná nad Hronom

Die Gemeinde entstand 1960 als Kálna nad Hronom durch die Zusammenlegung von Kalná (damals Kálna, 1208 erstmals schriftlich erwähnt) und Kálnica (damals Kálnica). Sie hat etwa 2070 Einwohner, davon sind 76,07 % slowakischer, 16,16 % ungarischer und 5,05 % romischer Abstammung (2001).
1990 wurde die bis dahin selbständige Gemeinde Mochovce eingemeindet. Das größte Unternehmen in der Gemeinde ist das von Slovenské elektrárne betriebene Kernkraftwerk Mochovce.

## Bevölkerung
| Jahr                | 1994 | 2004    | 2014    | 2024    |
| ------------------- | ---- | ------- | ------- | ------- |
| Anzahl der Personen | 2074 | 2065    | 2071    | 2025    |
| Unterschied         |      | −0,43 % | +0,29 % | −2,22 % |

| Jahr                | 2023 | 2024    |
| ------------------- | ---- | ------- |
| Anzahl der Personen | 2057 | 2025    |
| Unterschied         |      | −1,55 % |